# Episodi di Maude (terza stagione)
La terza stagione della serie televisiva Maude è stata trasmessa negli Stati Uniti dal 9 settembre 1974 al 31 marzo 1975, posizionandosi al 9º posto nei rating Nielsen di fine anno con il 24,9% di penetrazione e con una media superiore ai 17 milioni di spettatori.
| nº | Titolo originale         | Titolo italiano | Prima TV USA      | Prima TV Italia |
| -- | ------------------------ | --------------- | ----------------- | --------------- |
| 1  | Maude Meets the Duke     |                 | 9 settembre 1974  |                 |
| 2  | The Kiss                 |                 | 16 settembre 1974 |                 |
| 3  | Walter's Heart Attack    |                 | 23 settembre 1974 |                 |
| 4  | The New Housekeeper      |                 | 30 settembre 1974 |                 |
| 5  | Speed Trap               |                 | 7 ottobre 1974    |                 |
| 6  | Lovers in Common         |                 | 14 ottobre 1974   |                 |
| 7  | Walter's Dream           |                 | 21 ottobre 1974   |                 |
| 8  | A Night to Remember      |                 | 4 novembre 1974   |                 |
| 9  | Last Tango in Tuckahoe   |                 | 11 novembre 1974  |                 |
| 10 | Vivian's Party           |                 | 18 novembre 1974  |                 |
| 11 | Maude the Boss           |                 | 25 novembre 1974  |                 |
| 12 | Maude's New Friend       |                 | 2 dicembre 1974   |                 |
| 13 | Walter's Ex              |                 | 9 dicembre 1974   |                 |
| 14 | Nostalgia Party          |                 | 30 dicembre 1974  |                 |
| 15 | All Psyched Out          |                 | 6 gennaio 1975    |                 |
| 16 | The Telethon             |                 | 20 gennaio 1975   |                 |
| 17 | And Then There Were None |                 | 27 gennaio 1975   |                 |
| 18 | The Emergence of Vivian  |                 | 3 febbraio 1975   |                 |
| 19 | Mrs. Naugatuck in Love   |                 | 10 febbraio 1975  |                 |
| 20 | Walter's Pride           |                 | 24 febbraio 1975  |                 |
| 21 | Walter Gets Religion     |                 | 3 marzo 1975      |                 |
| 22 | The Cabin                |                 | 10 marzo 1975     |                 |
| 23 | Maude's Mother           |                 | 31 marzo 1975     |                 |